# いいもんだな故郷は
いいもんだな故郷は（いいもんだなふるさとは）は、1990年にリリースされた三橋美智也のシングル。

## 解説
- 両A面シングル。
- 「いいもんだな故郷は」は元々は明治製菓（現・明治）「カール」のCMソングであり、このタイトルで発売された。レコーディングは1978年3月で、初レコード化はオムニバス・アルバム「TVコマーシャル傑作集」（レコード番号：SKD-506）。曲名を「カールの歌」として収録された。その後、1982年に発売されたオリジナル・アルバム「ふるさと絶唱」（レコード番号：K28A-269）にも収録された。なおカラオケボックスによっては、CMと同じ締め方をしていたアレンジのものもあった。I'm A 北海道 Manについては当該項目参照。
- 尚、2007年に和田アキ子、2011年に河村隆一がカールのCMにて同曲をカバーしている（和田は「おかめ・ひょっとこ」篇、河村は「春夏秋冬篇」）。

## 収録曲
1. I'm A 北海道 Man
  - 作詞:荒木とよひさ／作曲:かまやつひろし／編曲:高橋信之
2. いいもんだな故郷は
  - 作詞:高杉治朗／作曲・編曲:川口真